# Svésedlice
Svésedlice (deutsch Swisedlitz) ist eine Gemeinde in Tschechien. Sie liegt neun Kilometer östlich von Olomouc und gehört zum Okres Olomouc.

## Geographie
Das als Rundling angelegte Svésedlice befindet sich südwestlich der Oderberge in der Obermährischen Senke (Hornomoravský úval) am Bach Beroňka. Nördlich von Svésedlice mündet die Schnellstraße R 35 am Abzweig 281 – Přáslavice in die Autobahn D 35.
Nachbarorte sind Přáslavice im Norden, Kocourovec im Nordosten, Daskabát und Doloplazy im Osten, Zákřov und Tršice im Südosten, Vacanovice und Hostkovice im Süden, Čechovice, Velký Týnec und Vsisko im Südwesten, Holice im Westen sowie Bystrovany und Velká Bystřice im Nordwesten.

## Geschichte
Die erste schriftliche Erwähnung von Swesedlicz erfolgte 1370, als der Vladike Medvědek genannt Vlček von Tršice (Wölfel von Trssic), das Dorf mit Bewilligung des Markgrafen Johann Heinrich im Austausch gegen ein Drittel von Tršice und einen Anteil von den Brüdern Unka und Viknan von Majetín erwarb. Nach dem Tode ihres Mannes Medvědek verkaufte dessen Witwe 1386 ihre Morgengabe mit Bewilligung des Markgrafen Jobst von Mähren an Václav von Doloplazy. Dieser vermachte Swesedlicz im Jahre 1389 mit Ausnahme der drei Viertelhuben, welche der Kirche in Velký Týnec gehörten, testamentarisch für sein Seelenheil dem Olmützer Domkapitel. Aus den Einnahmen des Dorfes floss fortan jährlich ein Pfund Groschen dem Spital in der Olmützer Vorburg sowie ein weiterer Zins dem Dominikanerkloster St. Michael zu. Außerdem wurde jährlich eine Totenmesse für Václav von Doloplazy und dessen Vorfahren gehalten. Das Gut Swesedlicz wurde mit den Gütern Hrubčice und Vítonice zu einem Dignitätsgut des Olmützer Metropolitankapitels, dessen Nutznießer der jeweilige Domdechant war. 
Weitere Namensformen waren Swesedlicze (1391), Svisedlice, Svísedlice (ab 1600), Svéselice (1627), Swisedlicze (1663), Svisedlicze (1673), Zwisedlicz (1691), Swiesedlitz (ab 1718) Wisedlitium, Wysedlicze, Wysedlitz (1771) und Swisedlitz (ab 1839). Die Matriken werden seit 1651 in Velká Bystřice geführt. Im Hufenregister von 1657 sind für Svésedlice zwei Viertelhuben als wüst ausgewiesen. Seit der ersten Hälfte des 18. Jahrhunderts führte Svésedlice mit Přáslavice einen Streit über Wiesen- und Weideland, der 1744 mit der Festlegung einer genauen Flurgrenze beigelegt wurde.
1789 wurden die Frondienste durch Geldleistungen abgelöst. Zehntpflichtig waren die Bewohner sowohl gegenüber dem Dekanat Velká Bystřice als dem Pfarrer in Velký Týnec. 
Im Jahre 1835 bestand das im Olmützer Kreis unweit der galizischen Poststraße gelegene Dorf Swiesedlitz, auch Swisedlitz bzw. Swisedlice aus 40 Häusern mit 226 mährischsprachigen Einwohnern. Haupterwerbsquelle bildete die Landwirtschaft. Im Ort gab es eine Gemeindeschule und ein Wirtshaus, in dem Wisternitzer Bier ausgeschenkt wurde. Pfarrort war Wistrnitz, der Amtsort Hrubschitz. Bis zur Mitte des 19. Jahrhunderts blieb Swiesedlitz dem Dignitätsgut Hrubschitz untertänig.
Nach der Aufhebung der Patrimonialherrschaften bildete Svísedlice/Swiesedlitz eine Gemeinde in der Bezirkshauptmannschaft Olmütz. Ab 1872 wurde die Gemeinde als Svisedlice/Swisedlitz bezeichnet. Das Schulhaus wurde 1902 erbaut. Seit 1921 gehörte die Gemeinde zum Okres Olomouc-venkov. Im selben Jahre wurde der Ort an das Elektrizitätsnetz angeschlossen. Der heutige Ortsname Svésedlice wurde 1926 eingeführt. 1931 wurde in der Gemeinde mit Ludmila Zatloukalová-Coufalová die erste Bürgermeisterin in ganz Mähren gewählt. 1935 lebten in dem Dorf 315 Menschen, 1950 waren es 206. 1949 wurde die Gemeinde dem Okres Olomouc-okolí zugeordnet und seit dessen Aufhebung im Jahre 1961 gehört sie zum Okres Olomouc. 1976 erfolgte die Eingemeindung nach Přáslavice und 1980 mit diesem zusammen nach Velká Bystřice. Im Jahre 1990 löste sich Svésedlice wieder von Velká Bystřice los und bildete eine eigene Gemeinde. Unweit des Ortes befindet sich heute ein 45 m hoher EUROTEL-Sendemast.

## Gemeindegliederung
Für die Gemeinde Svésedlice sind keine Ortsteile ausgewiesen.

## Sehenswürdigkeiten
- Kapelle des hl. Thomas und Franz von Assisi, erbaut 1898
- Sühnekreuz aus dem Jahre 1547, vor der ehemaligen Schule
- Kreuz vor der Kapelle, aus dem Jahre 1855
- Bildstock am Feldweg nach Kocourovec

## Söhne und Töchter der Gemeinde
- Ludmila Zatloukalová-Coufalová (1886–1956), Mährische Feministin, Abgeordnete der Nationalversammlung, Präsidentin der Provinzorganisation der progressiven Frauen in Mähren und erste Bürgermeisterin in Mähren